# Alticola albicaudus
Alticola albicaudus és una espècie de mamífer rosegador de la família dels cricètids. És endèmic del Baltistan (Índia i Pakistan). No se sap gaire cosa sobre el seu hàbitat i la seva història natural, tot i que probablement ocupa zones rocoses i de vegetació espessa. Es desconeix si hi ha cap amenaça significativa per a la supervivència d'aquesta espècie. El seu nom específic, albicaudus, significa ‘cuablanc’ en llatí.